# 충현로 (경주시)
충현로(Chunghyeon-ro)는 경상북도 경주시 충효동에서 시작하여, 현곡면을 거쳐 연결하는 도로이다.
2009년 12월 11일 도로명 주소 사업에 인해 충현로로 지정되었다.

## 주요 경유지
경상북도
- 경주시 충효동 / 현곡면 상구리, 하구리

## 노선 경로
| 문화고북단 (충효이안아파트) | 태종로                    |  |
| 문화중학교 문화고등학교     |                           |  |
| 상구교                      |                           |  |
| 하구교                      |                           |  |
| 하구리                      | 지방도 제909호선 (용담로) |  |
| 새안현로와 직결             |                           |  |

## 주요 건물 및 시설
| 표기 | 건물명                   | 도로명주소                            |
| ---- | ------------------------ | ------------------------------------- |
| 짝수 | 금아버스                 | 경상북도 경주시 충현로 84-36 (충효동) |
| 짝수 | 문화중학교, 문화고등학교 | 경상북도 경주시 충현로 98 (충효동)    |

## 참고 사항
경주시 충효~현곡 간 충현로 확장 공사를 통해 총 1.78km 구간 중 일부가 폭 8m로 확장되었으며, 이에 따라 지역의 접근성과 통행 편의성이 향상되고 교통 분산 효과를 통해 기존의 만성적 정체 현상이 일정 부분 완화될 것으로 기대된다. 그러나 관광객의 지속적인 증가와 출퇴근 시간대 교통량 집중으로 인해 교통 혼잡은 여전히 심각한 실정으로, 추가적인 차로수 확장이 시급한 과제로 제기되고 있다.